# اولگا هاولوا
اولگا هاولوا (چکی: Olga Havlová؛ ۱۱ ژوئیهٔ ۱۹۳۳ – ۲۷ ژانویهٔ ۱۹۹۶) سیاست‌مدار اهل جمهوری چک بود. او همسر واتسلاف هاول اولین رئیس‌جمهور جمهوری چک بود.